# Homoeocera lophocera
Homoeocera lophocera är en fjärilsart som beskrevs av Druce 1898. Homoeocera lophocera ingår i släktet Homoeocera och familjen björnspinnare. Inga underarter finns listade i Catalogue of Life.